# Tlakovodní reaktor
Tlakovodní reaktor je zkráceným názvem pro jaderné reaktory chlazené a moderované tlakovou lehkou vodou. Zahrnuje dva základní vývojové koncepty – tzv. západní typ (PWR – Pressurized Water Reactor) a východní typ (VVER – Vodo-Vodjanoj Energetičeskij Reaktor).
Tlakovodní reaktory jsou dnes ve světě nejrozšířenějším typem jaderného reaktoru. K únoru 2014 bylo provozováno celkem 274 (63 %) tlakovodních reaktorů z celkového počtu 435 provozovaných jaderných reaktorů. S kapacitou 253,5 GW tvoří 68 % kapacity všech energetických jaderných reaktorů.

## Historie
Zcela první jaderný reaktor Chicago Pile-1, zkonstruovaný v roce 1942, byl vyvíjen pro účely sestrojení první jaderné bomby v rámci projektu Manhattan. V té době se jednalo o koncepci reaktoru moderovaného grafitem. Využití jaderných reaktorů pro výrobu tepla a následné produkci elektrické energie se začalo realizovat až v 50. letech 20. století. A první konstrukce jaderných energetických reaktorů navázaly na dosavadní vývoj, tj. byly moderovány grafitem a chlazeny plynem. Jedním z hlavních důvodů byla možnost použít jako palivo přírodní uran.
Myšlenka využít vysoce koncentrovanou jadernou energii i pro pohon různých dopravních prostředků na sebe nenechala dlouho čekat. Zejména u vojenských plavidel, která ke svým účelům potřebovala co největší akční rádius, by jaderný pohon výrazně zvýšil jejich bojeschopnost. Jaderná ponorka, která by nepotřebovala dobíjet akumulátory pomocí dieselgenerátorů při plavbě na hladině, by mohla vydržet celé dny či týdny hluboko pod hladinou, což představuje velmi významnou strategickou zbraň. Jaderný blok s grafitovým reaktorem byl však příliš velký i pro tak velká plavidla, jako je letadlová loď, natož ponorka. Až s příchodem obohaceného uranu se otevřela cesta použít jako moderátor vodu, čímž se rozměry reaktoru dramaticky zmenšily.
Obohacování uranu bylo poprvé úspěšné právě v rámci projektu Manhattan, během kterého byl na konci roku 1943 zkonstruován první reaktor moderovaný lehkou vodou.
První prototyp jaderné elektrárny s tlakovodním reaktorem byla elektrárna Shippingport, která zahájila provoz v roce 1957. První komerční elektrárna s tlakovodním reaktorem byla spuštěna v roce 1961 v oblasti Yankee-Rowe (USA) a měla elektrický výkon 134 MW.

## Princip

Zjednodušené schéma elektrárny s tlakovodním reaktorem

Tlakovodní reaktor je jaderný reaktor, jehož chladivem a současně moderátorem neutronů je lehká voda (H2O). Tato voda pod vysokým tlakem cirkuluje primárním okruhem z reaktorové nádoby do výměníku tepla (parogenerátoru), kde předává tepelnou energii sekundárnímu okruhu. Voda v sekundárním okruhu přeměněná teplem na páru slouží k pohonu turbíny elektrárny.
Hlavní části tlakovodního reaktoru tvoří:
- aktivní zóna
- tlaková nádoba
- řídicí a regulační orgány
- další části (plášť aktivní zóny, blok ochranných trub, vnitroreaktorové měření, pohony řídících tyčí, atd.)

Hlavním cílem tlakovodních reaktorů je ohřev vody v jeho aktivní zóně na co nejvyšší teplotu, k čemuž pomáhá vysoký tlak vody – odtud tlakovodní reaktor. Např. při tlaku 15,7 MPa, který má jaderná elektrárna Temelín, dosahuje výstupní teplota vody 320 °C, tj. o cca 25,8 °C pod teplotou sytosti. Tato voda pak proudí primárním okruhem do parogenerátoru, kde předává své teplo parovodní směsi o nižším tlaku tak, aby následně do parní turbíny odcházela suchá pára. Ochlazená voda primárního okruhu se pak z parogenerátoru vrací pomocí hlavního cirkulačního čerpadla zpět do reaktoru.
Aby voda mohla být pod tak vysokým tlakem, je aktivní zóna reaktoru umístěna v silnostěnné tlakové nádobě. Voda proudí mezikružím mezi pláštěm aktivní zóny a tlakovou nádobou směrem dolů, kde se otáčí a proudí kolem palivových elementů vzhůru. Voda se při průchodu aktivní zónou ohřeje cca o 30 °C.
Vlastní reaktor je součástí primárního okruhu, jehož dalšími hlavními komponentami jsou:
- parogenerátory – rekuperační výměníky tepla, které slouží k přenosu tepla z primárního okruhu (voda ohřívaná v reaktoru) přes teplosměnné trubky do sekundární části (parovodní směs). Sekundární okruh pak slouží pro pohon turbosoustrojí. Stěny trubek parogenerátorů současně oddělují primární okruh od sekundárního a zabraňují přechodu radioaktivních látek z chladiva primárního okruhu do okruhu sekundárního
- kompenzátor objemu – slouží pro dosažení a udržování potřebného tlaku vody v primárním okruhu a pro umožnění objemových změn při změnách teploty vody
- hlavní cirkulační čerpadla – zajišťují cirkulaci chladiva jednotlivými smyčkami primárního okruhu
- hlavní cirkulační potrubí – propojuje mezi sebou hlavní komponenty primárního okruhu

## Aktivní zóna

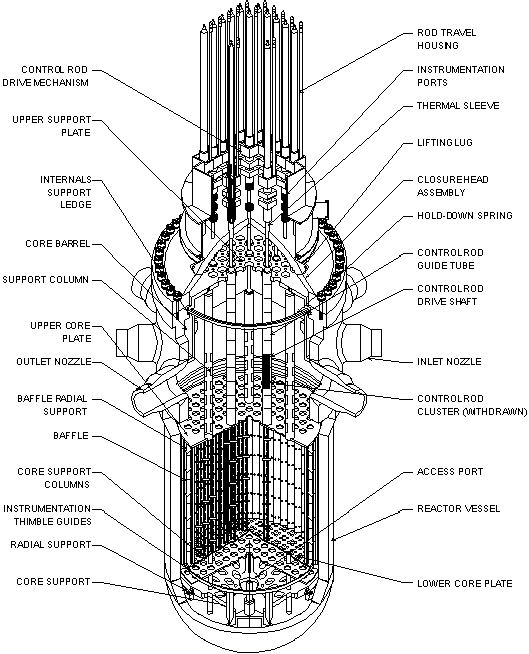
Řez tlakovodním reaktorem

V aktivní zóně předává jaderné palivo své teplo chladivu. Aktivní zóna se skládá z těchto hlavních částí:
- jaderné palivo – palivové soubory (kazety) sestavené z palivových elementů[4] (ve formě tyčí), složených z palivových tabletek[4] (pelet) uzavřených v trubce z pokrytí; materiál: obohacený uran, případně směs obohaceného uranu a plutonia, a to ve formě oxidů jako například MOX (UO2, PuO2)
- pokrytí[4] (povlak) – izoluje jaderné palivo od proudící vody
- moderátor neutronů – intenzivně zpomaluje neutrony, v tlakovodním reaktoru se jedná o lehkou vodu
- absorbátor neutronů – intenzivně pohlcuje neutrony, prostředek pro řízení a bezpečné rychlé odstavení jaderného reaktoru, používané materiály: v podobě řídících a regulačních tyčí bór (B), kadmium (Cd), gadolinium (Gd) a v kapalné formě také kyselina boritá (H3BO3)
- chladivo – (lehká) voda odvádí v palivu generované teplo z aktivní zóny a následně z reaktoru
- konstrukční materiály

## Tlaková nádoba reaktoru (TNR)
Jedná se o válcovou silnostěnnou nádobu svařenou z několika prstenců vykovaných z uhlíkaté nízkolegované oceli. Vnitřní povrch je opatřen nerezovou výstelkou, která zvyšuje korozní odolnost základního materiálu proti působení chladiva obsahujícího kyselinu boritou a umožňuje tak snížit nároky na chemický režim chladiva. Nádoba je tvořena ze dvou oddělitelných částí: vlastního těla nádoby a víka. Obě části jsou k sobě připevněny svorníky. Jako těsnění jsou použity niklové trubky pojištěné těsnicími svary. Nejsložitější částí tlakové nádoby je víko. Jsou na něm připevněny části horního bloku, krokové motory (pohon řídících tyčí), vývody pro měření, přívody napájení, prvky nosné konstrukce horního bloku apod.

## Integrální tlakovodní reaktor
Integrální tlakovodní reaktor (iPWR – Integral Pressurized Water Reactor) je druh tlakovodního reaktoru. Zatímco konvenční (smyčkové) tlakovodní reaktory mají všechny komponenty primárního okruhu umístěné zvlášť a propojené potrubím, v integrálních tlakovodních reaktorech jsou všechny komponenty primárního okruhu včetně parogenerátorů umístěny uvnitř tlakové nádoby reaktoru. Díky tomu je celý reaktorový ostrov kompaktnější a má dramaticky menší množství chladicího potrubí. Tím se prakticky eliminuje možnost LOCA havárie a zvyšuje bezpečnost celého systému. Díky své výšce a relativně malému výkonu mohou být chlazeny bez čerpadel pouze přirozenou konvekcí. Integrální tlakovodní reaktor byl poprvé postaven již v 50. letech, ale populárním se stal až na začátku 21. století díky SMR. Jednou ze společností, které v současné době integrální tlakovodní reaktor vyvíjí je například NuScale.